# Thomas Walter Maria

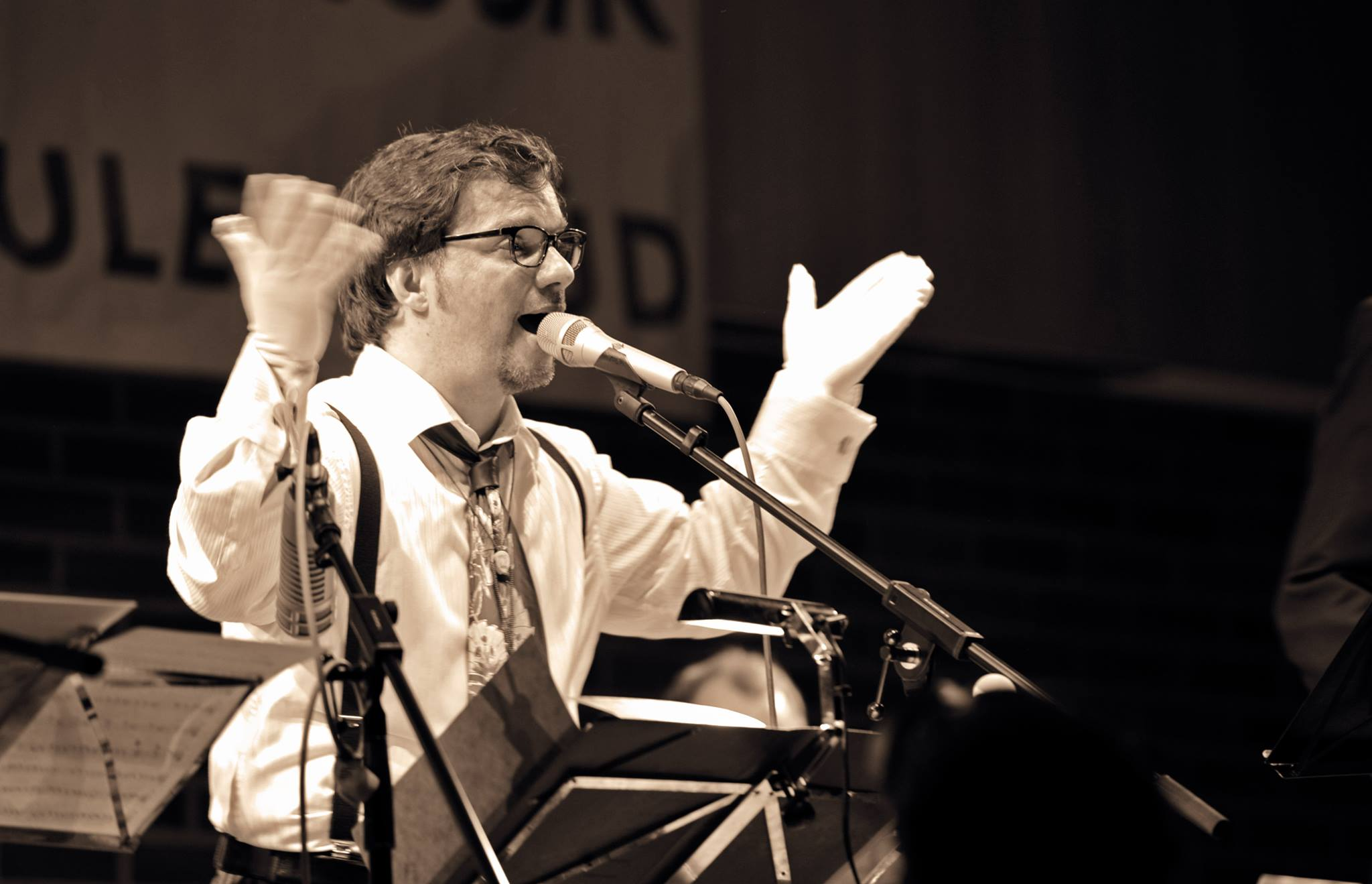
Thomas Walter Maria bei einem Konzert mit seiner Kapelle in Berlin-Lichtenrade

Thomas Walter Maria (* 1971) ist ein deutscher Saxophonist, Komponist, Arrangeur und Sänger.

## Leben und Wirken
Maria studierte Musik an der Hochschule für Musik und Theater „Felix Mendelssohn Bartholdy“ Leipzig und setzte sein Studium von 1997 bis 1998 am Berklee College of Music in Boston fort. 1998 brachte er mit der Formation The Brazilian Groove Connection eine Live-CD heraus. Seit 1999 ist er in Berlin tätig, wo er unter anderem im Berlin Jazz Orchestra spielt. Zwischen 2006 und 2022 gehörte er zudem der Papa Binne’s Jazz Band an. Auch war er auf den Kanarischen Inseln mit Vrandán und mit Alexander Sputh zu hören. 2014 gründete er seine eigene Formation Thomas Walter Maria & Kapelle. Auch ist er als Dozent für Saxophon/Klarinette/Querflöte am Konservatorium Georg Philipp Telemann in Magdeburg tätig. Darüber hinaus ist er Initiator und künstlerischer Leiter des Musikfestivals „Werder klingt“ in Werder (Havel), das im März 2017 seine Premiere feierte.

## Diskografie (Auswahl)
- 1994 // Dubone & Jazz for Funk: Mr. Hardgroover
- 1996 // Härte Four: Jazz Nachwuchspreis
- 1996 // Landesjugendjazzorchester Sachsen: Live
- 1998 // The Brazilian Groove Connection: Solaris Live (Noiseworks Records)
- 1998 // Trinity: A Good Man Is Hard to Find (Sunrise)
- 1999 // Jay Jay BeCe: How Rook
- 2000 // Vrandán: El danzongo mágico
- 2001 // Alexander Sputh Quartett: A Cielo abierto
- 2003 // Trio Cupuacu (219 Records)[1]
- 2003 // Marc Secara & The Berlin Jazz Orchestra: Take Off
- 2003 // Jugendjazzorchester Sachsen: 10 Jahre Jubiläums-CD[2]
- 2005 // Ronaldo Folegatti: Jamming! (Apria)
- 2007 // Agua de Coco: Madalena[3]
- 2007 // Marc Secara & The Berlin Jazz Orchestra: You ’re Everything
- 2009 // LuaMar: Azul (Timba)
- 2010 // Vaitano: Bahia Berlin (Duck Time Records)
- 2011 // Marc Secara Secara Meets Kaempfert (Silver Spot Records / Edel)
- 2011 // Kapelle Fischerstraße: Das Lied vom Wachtelberg
- 2011 // Papa Binnes Jazzband: 50 Jahre & 'nen paar Zerquetschte (Buschfunk)
- 2012 // The Berlin Jazz Orchestra & Special Guests: Strangers in the Night (Live-DVD)
- 2014 // Thomas Walter Maria & Kapelle: New Swing[4]
- 2015 // Vivian Kanner: Glik (Single)
- 2016 // Christoph Reuter: Zwischen Nacht und Morgen (Suninga)[5]
- 2019 // Thomas Walter Maria & Kapelle: Timeless[6]
- 2021 // Marc Secara and his Berlin Jazz Orchestra: Songs of Berlin (GAM Music)[7]
- 2022 // Nordmaere & Friends: Über Klippen und Moos
- 2022 // Jonas Schoen & Marc Secaras Berlin Jazz Orchestra: Crosscurrent (Schoener hören)[8]